# Бомбардування Ізраїлем Сирії (13 січня 2021)
Бомбардування Ізраїлем Сирії 13 січня 2021 року — один із наймасованіших нальотів ізраїльських ВПС на Сирію, в рамках боротьби Ізраїлю з іранськими збройними формуваннями під час Громадянської війни у Сирії.

## Хід бомбардування
Сирійська державна агенція SANA з посиланням на військове джерело передає, що о 1:10 ночі 13 січня 2021 року ВПС Ізраїлю завдали ударів по цілях у районах Дайр-ез-Заур та Абу-Кемаль, на сході Сирії. Сирійські ППО намагалися відбити атаку.
Моніторингова група The Syrian Observatory for Human Rights (SOHR) повідомляє, що ізраїльські ВПС завдали серії ударів по цілях на сході Сирії, в мухафазі Дейр аз-Зур, неподалік кордону з Іраком.
За даними SOHR, були атаковані об'єкти проіранських сил та Хезболли в Айяші, Сайці, Аль-Букамалі та Аль-Маядіні. Загалом було нанесено не менше 18 авіаударів.
Джерела SOHR повідомляють, що загалом було ліквідовано не менше 31 іноземних бойовиків та дев'ятьох військовослужбовців сирійської армії. 37 бойовиків отримали поранення, деякі з них у тяжкому стані. Можливо кількість жертв зросте.
Згідно ізраїльськими повідомленнями, загинуло 57 людей. Іранські джерела підтвердили факт ударів, але заявили, що постраждали лише позиції сирійської армії.
Побоюючись, що Ізраїль розпочне нову атаку на іранські війська, багато хто перейшов на бік створеного Росією 5-го добровольчого штурмового корпусу.